# Santiago de Murcia
Santiago de Murcia (1673-1739) là nhà soạn nhạc, nghệ sĩ guitar người Tây Ban Nha. Ông là một trong những nghệ sĩ guitar hàng đầu của thế kỷ XVIII.

## Tiểu sử
Cho đến khi nghiên cứu mới được công bố vào năm 2008, vài chi tiết về cuộc đời của Santiago de Murcia đã được biết đến. Ông sinh ra ở Madrid và cha mẹ ông là Juan de Murcia và Magdalena Hernandez. Ông kết hôn với Josefa Garcia tháng 5 năm 1695. Ông qua đời tại Madrid năm 1739.

## Tác phẩm
- 1714: Resumen de acompañar la parte con la guitarra
- 1722: Cifras selectas de guitarra
- c. 1730: Codice Saldivar no. 4
- 1732: Passacalles y obras